# Grottes de Remouchamps
Les grottes de Remouchamps, situées en Belgique dans la commune liégeoise d'Aywaille, sont formées de deux galeries se visitant à pied et en barque. Elles sont surnommées la Merveille des Merveilles et sont un des hauts lieux du tourisme en province de Liège et en Wallonie.

## Historique

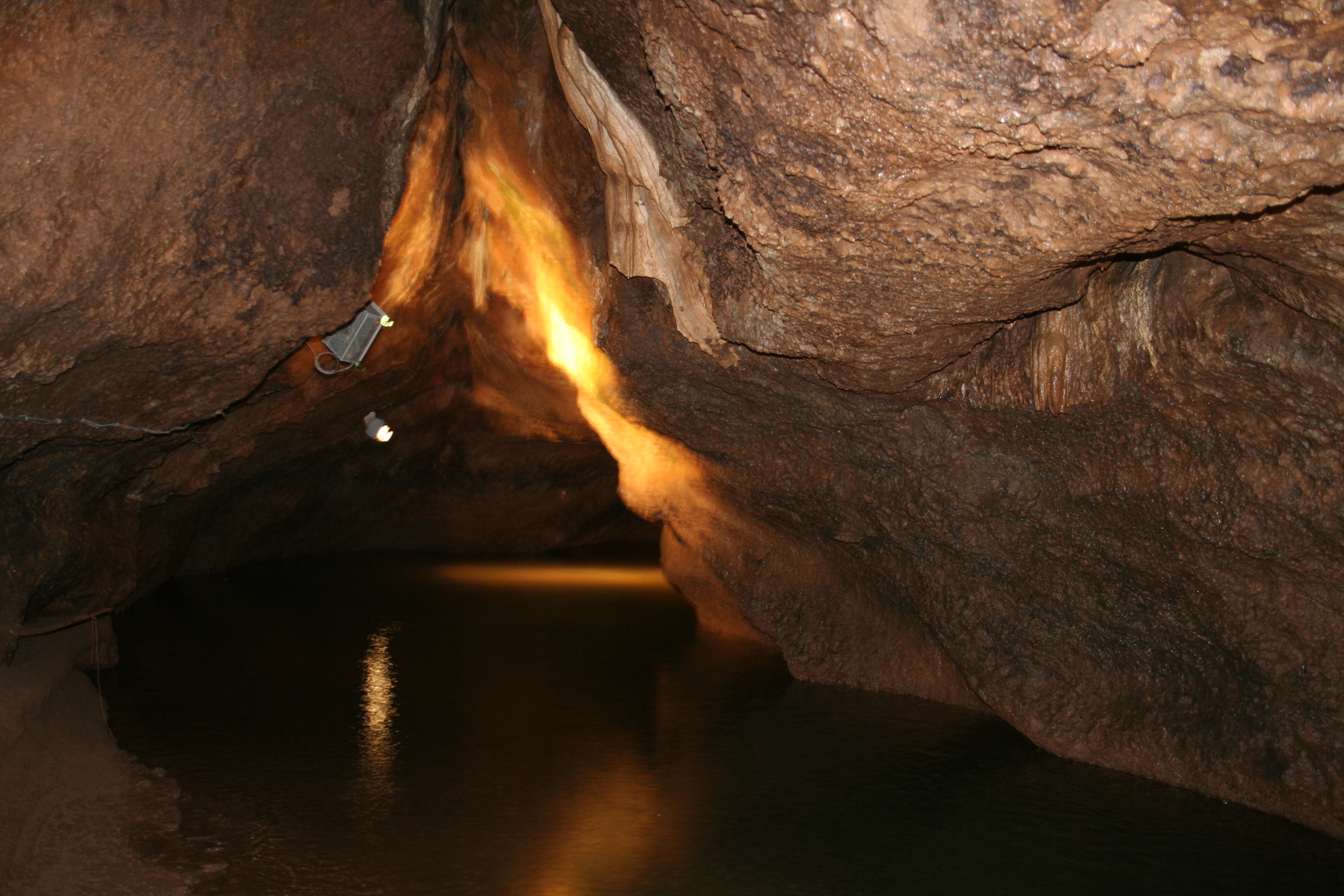
Le Rubicon

Les grottes de Remouchamps se trouvent sur la limite de trois régions géologiques : le Condroz formé de grès et de calcaire, la Calestienne calcaire et l'Ardenne schisteuse. Les grottes se sont formées dans le calcaire il y a plus d'un million d'années par la présence d'une rivière souterraine, le Rubicon.
Cette petite rivière provient du vallon des Chantoirs entre Louveigné et Deigné où elle s'engouffre sous terre pour ne réapparaître que quelques mètres avant son confluent avec l'Amblève. Le Rubicon a d'abord façonné la galerie supérieure (visite à pied) avant de trouver plus bas une autre voie, la galerie inférieure, où il coule encore aujourd'hui (visite en barque).
Il y a 8 000 ans, les chasseurs du paléolithique ont fréquenté la première salle. L'ensemble des grottes fut découvert en 1828 et ouvert officiellement au public en 1912 (visiteurs équipés de torches). Un éclairage permanent fut installé dès 1924. Pendant la Seconde Guerre mondiale, elle servit de refuge aux Remoucastriens.

## Visite
Toutes les visites des grottes de Remouchamps sont guidées et en plusieurs langues. Elles durent environ une heure et quart.
La température à l'intérieur des grottes varie peu. Elle oscille entre 8 et 10 degrés.

### Galerie supérieure (à pied)
On y découvre successivement, au fil d'un circuit long de 1 200 mètres : la galerie du précipice qui est la salle d'entrée, la salle des ruines et son bloc suspendu d'une quarantaine de tonnes, la grande draperie d'une hauteur de 7 mètres formée par l'eau de pluie se transformant en dépôts cristallins, la salle de la Vierge et sa stalagmite évoquant la Vierge Marie portant Jésus, la grande galerie et ses barrages de calcite et enfin la cathédrale, haute de 40 mètres et profonde de 100 mètres.

### Galerie inférieure (en barque)
Par l'arche naturelle appelée le pont des Titans, on accède à la rivière du Rubicon où la visite se poursuit en barque à fond plat. 
Au milieu du Rubicon, se dresse le palmier, étrange et magnifique colonne d'une stalactite et d'une stalagmite rejointes. 
La navigation est tranquille mais le plafond s'abaisse par endroits. Seules de petites crevettes dépigmentées, les niphargus vivent dans cet environnement. Par un ancien siphon agrandi pour permettre le passage des embarcations, on accède au débarcadère au terme d'une navigation souterraine de 600 mètres, soit la plus longue au monde[réf. souhaitée].
À la sortie des grottes, se trouvent un petit musée ainsi que des expositions thématiques.

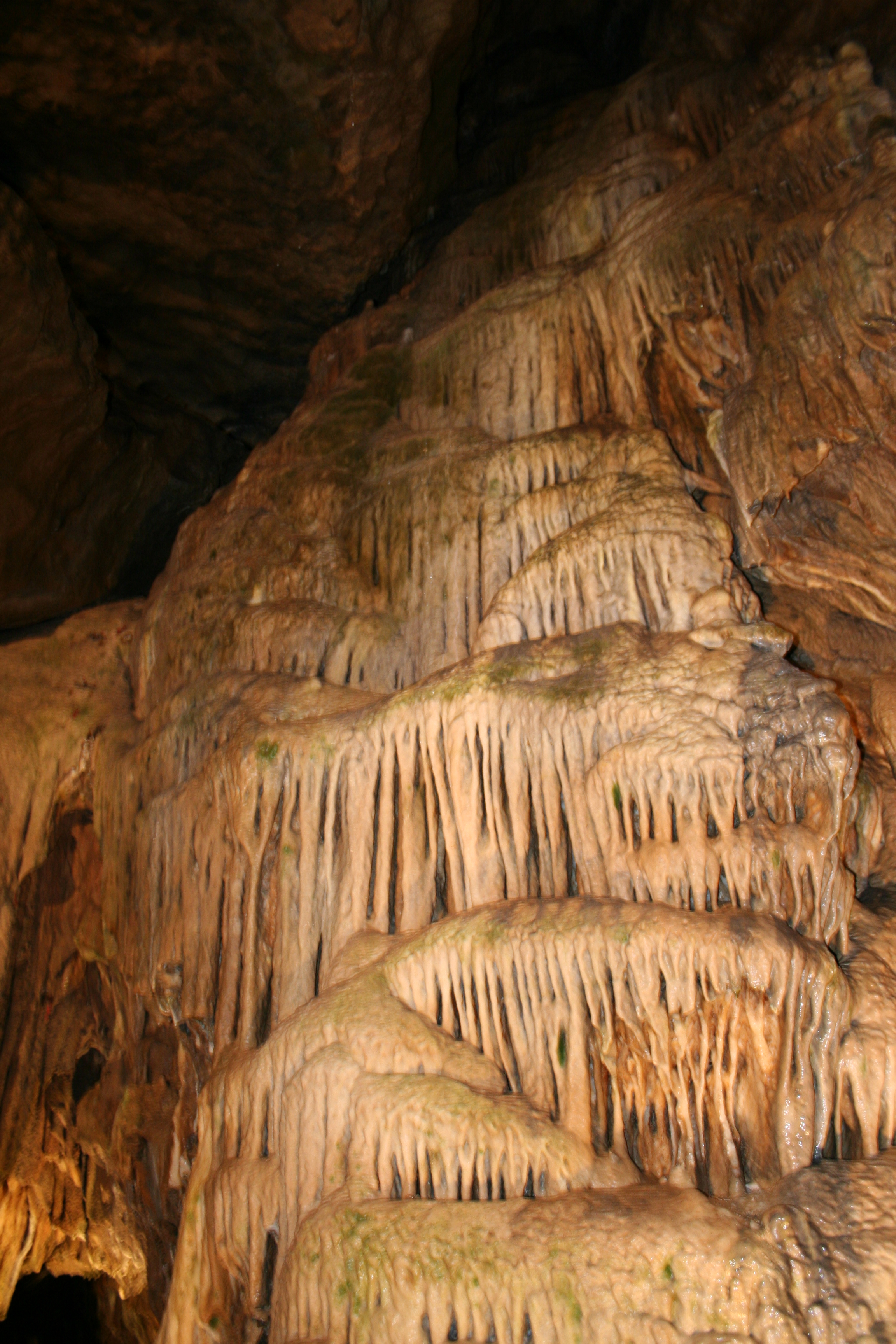
Draperie
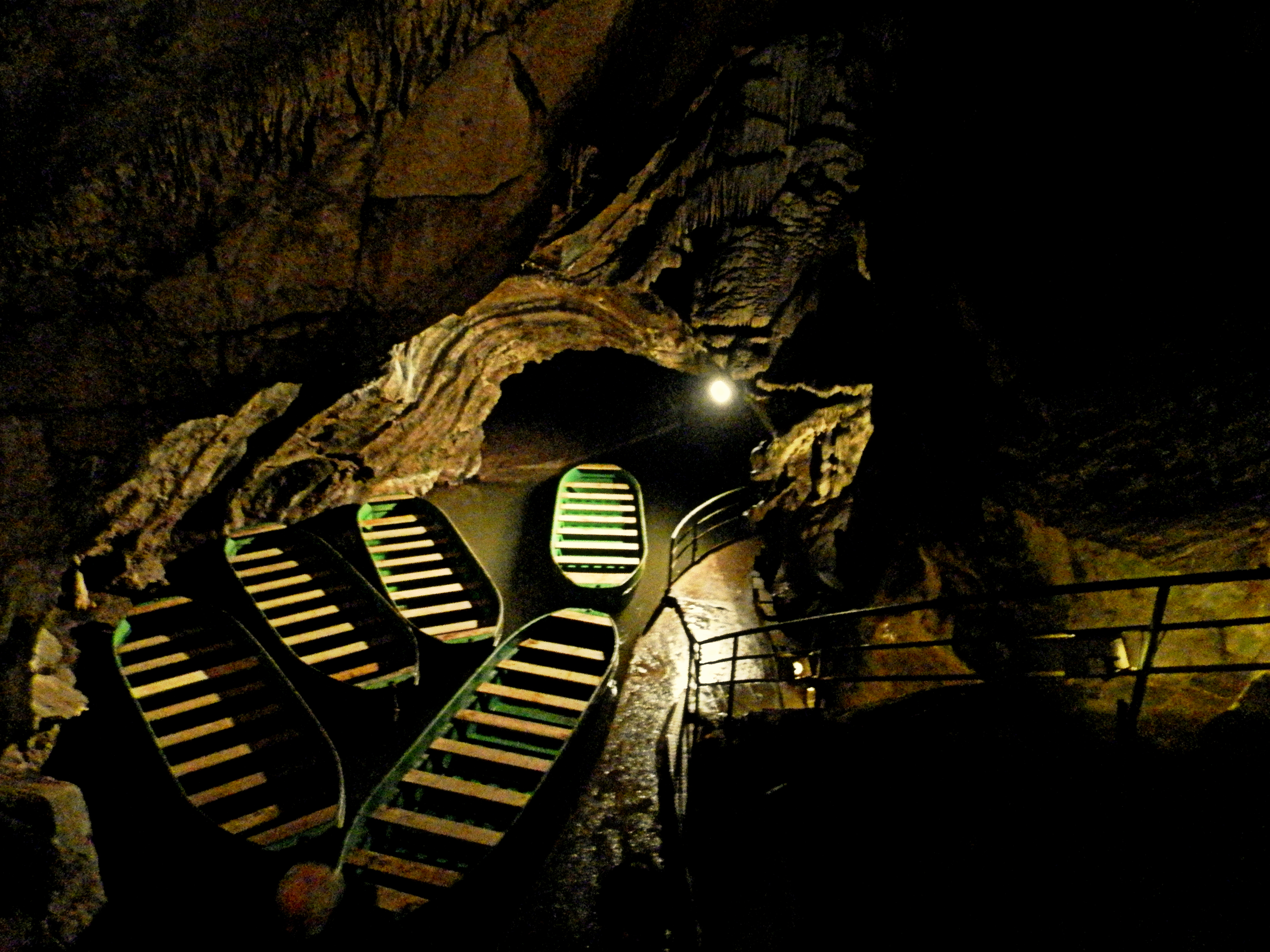
L'embarcadère

### Source et lien externe
- Site officiel des grottes de Remouchamps
- pixcel-photographie, « Galerie photo by pixcel-photographie », sur pixcel-photographie.fr, 15 août 2023 (consulté le 15 août 2023)